# Eurycotis manni
Eurycotis manni är en kackerlacksart som beskrevs av Rehn, J. A. G. 1916. Eurycotis manni ingår i släktet Eurycotis och familjen storkackerlackor. Inga underarter finns listade i Catalogue of Life.